# 4524 Barklajdetolli
4524 Barklajdetolli је астероид главног астероидног појаса са средњом удаљеношћу од Сунца која износи 2,320 астрономских јединица (АЈ).
Апсолутна магнитуда астероида је 13,2.